# Robbie Smith
Pour les articles homonymes, voir Smith.
Pas d'image ? Cliquez ici

a Compétitions nationales et continentales officielles uniquement.

b Matchs officiels uniquement.
Dernière mise à jour le 6 avril 2025.
Robbie Smith, né le 26 septembre 1998 à Dumfries (Écosse), est un joueur international écossais de rugby à XV jouant au poste de talonneur aux Northampton Saints depuis 2022.

## Biographie

### Jeunesse et formation
Robbie Smith naît à Dumfries en Écosse. Il commence la pratique du rugby à XV au Newton Stewart RFC, puis continue au Ayr RFC, avant de rejoindre les Glasgow Warriors en 2017,.
Entre 2017 et 2018, il joue régulièrement avec l'équipe d'Écosse des moins de 20 ans et est le capitaine de la sélection.

### Carrière professionnelle
C'est avec les Glasgow Warriors qu'il commence sa carrière professionnelle. Il joue son premier match lors de la quatorzième journée de Pro14 de la saison 2018-2019, contre les Ospreys. Il s'agit de son seul match avec la province écossaise, puisqu'il la quitte à la fin de la saison pour rejoindre les Bedford Blues, en Angleterre.
À Bedford, il devient dès son arrivée un titulaire régulier en Championship. Après seulement une saison, il quitte le club pour s'engager avec les Newcastle Falcons qui viennent d'être promus en première division pour la saison 2020-2021,.
En fin de saison 2021-2022, il joue son dernier match avec les Falcons en Coupe d'Angleterre contre les Northampton Saints et marque un doublé durant la rencontre. Il quitte ensuite le club avec seulement dix matchs joués en deux ans et rejoint les Northampton Saints à partir de la saison 2022-2023. Dans son nouveau club, il est en concurrence avec Sam Matavesi et Mike Haywood (en) pour avoir du temps de jeu. Malgré cela, il joue régulièrement et progresse.
En milieu de saison 2023-2024, il prolonge son contrat avec les Saints. En fin de saison, son club remporte le championnat, grâce à une victoire en finale contre Bath Rugby,.
Au mois de juin 2024, il est sélectionné en équipe d'Écosse pour la tournée d'été en Amérique. Il obtient sa première sélection face au Canada, dans une équipe largement remaniée, et les Écossais s'imposent 73 à 12.